# Peter Steiger
Peter Steiger (né le 23 janvier 1960 à Schlatt) est un coureur cycliste suisse. Spécialisé en demi-fond, il a en été champion du monde en 1992, après avoir été médaillé d'argent les deux années précédentes.
En mars 1993, il est percuté par un camion durant un entraînement au Mexique. Les blessures causées par cet accident le forcent à arrêter sa carrière.

## Palmarès sur piste

### Championnats du monde
- Maebashi 1990
  -  Médaillé d'argent du demi-fond
- Stuttgart 1991
  -  Médaillé d'argent du demi-fond
- Valence 1992
  -  Champion du monde du demi-fond

### Championnats d'Europe
- 1987
  -  Médaillé de bronze du demi-fond
- 1988
  -  Médaillé d'argent du demi-fond
- 1990
  -  Médaillé de bronze du demi-fond

### Championnats nationaux
- Champion de Suisse de demi-fond amateur en 1984 et 1986
- Champion de Suisse de demi-fond en 1988, 1989, 1990, 1991 et 1992

## Palmarès sur route
- 1986
  - 3e du Championnat de Zurich amateurs
- 1987
  - 3e du Giro dei Sei Comuni
- 1988
  - 3e du Grand Prix Mendrisio
- 1989
  - Bay Cycling Classic